# Thurston Hall
Pour les articles homonymes, voir Hall.
Thurston Hall est un acteur américain, de son nom complet Ernest Thurston Hall, né le 10 mai 1882 à Boston (Massachusetts), mort le 20 février 1958 à Beverly Hills (Californie).

## Biographie
Thurston Hall débute comme acteur de théâtre, jouant notamment à Broadway (New York) entre 1904 et 1935, dans vingt-deux pièces et trois comédies musicales. Citons la comédie musicale Fifty Million Frenchmen, sur une musique et des lyrics de Cole Porter (1929, avec Helen Broderick et Genevieve Tobin), qui sera adaptée à l'écran en 1931 sous le même titre, ainsi que la pièce Chrysalis (1932, avec Humphrey Bogart et Margaret Sullavan). Parmi ses autres partenaires sur les planches new-yorkaises, nommons Judith Anderson, Ruth Gordon et Warren William.
Au cinéma, après sept courts métrages sortis en 1915, il obtient le rôle de Marc Antoine, dans Cléopâtre (avec Theda Bara tenant le rôle-titre) de J. Gordon Edwards, sorti en 1917 et actuellement réputé perdu. En tout, il contribue à trente-deux films muets, américains, sauf les deux derniers, britanniques, sortis respectivement en 1923 et 1924. Parmi eux figure un autre film réputé perdu, Le Mari de l'Indienne de Cecil B. DeMille (1918, avec Elliott Dexter).
Thurston Hall revient au grand écran à l'occasion de deux courts-métrages en 1930 et 1931, puis tourne régulièrement de 1935 à 1957, participant alors à plus de deux-cents films parlants, comme second rôle de caractère (parfois non crédité).
Parmi ses autres films notables, mentionnons Théodora devient folle de Richard Boleslawski (1936, avec Irene Dunne et Melvyn Douglas), Vivre libre de Jean Renoir (1943, avec Charles Laughton et Maureen O'Hara), ou encore le western Les Conquérants de Carson City d'André De Toth (1952, avec Randolph Scott et Raymond Massey).
Pour la télévision, à partir de 1950, Thurston Hall contribue à dix-neuf séries, dont Topper (vingt épisodes, de 1953 à 1955, dans le rôle récurrent de M. Schuyler). Il tient son ultime rôle dans un épisode de la série-western Maverick, diffusé début février 1958, moins de deux semaines avant sa mort (d'une crise cardiaque).

## Théâtre (à Broadway)
(pièces, sauf mention contraire)
- 1904-1905 : Mr. Wiggs of the Cabbage Patch d'Anne Crawford Flexner
- 1908 : Wildfire de George Broadhurst (en) et George V. Hobart, avec Ernest Truex
- 1914 : The Only Girl, comédie musicale, musique de Victor Herbert, lyrics et livret d'Henry Blossom, avec Ernest Torrence
- 1917 : Have a Heart, comédie musicale, musique de Jerome Kern, lyrics et livret de Guy Bolton et P. G. Wodehouse, avec Louise Dresser, Marjorie Gateson
- 1919-1920 : Civilian Clothes de Thompson Buchanan
- 1921 : Mary Stuart de John Drinkwater, avec Frank Reicher, Charles Waldron
- 1922 : The French Doll de Paul Armont et Marcel Gerbidon, adaptation d'A. E. Thomas, avec musique de Gus Edwards et George Gershwin, et lyrics de Buddy DeSylva et Will D. Cobb
- 1926 : Still Waters de (et produite par) Augustus Thomas
- 1926 : Buy, buy, Baby de Russell Medcraft et Norma Mitchell, avec Laura Hope Crews, Alison Skipworth, Verree Teasdale
- 1927 : Mixed Doubles de Frank Stayton, avec Eric Blore, John Williams
- 1927-1928 : Behold the Bridegroom de George Kelly, avec Judith Anderson, Jean Dixon
- 1928 : The Common Sin de Willard Mack, avec Lee Patrick, Frederic Worlock
- 1928-1929 : Sign of the Leopard d'Edgar Wallace, avec Warren William
- 1929 : Security d'Esme Wynne-Tyson, mise en scène de Stanley Logan, avec Marjorie Gateson
- 1929-1930 : Fifty Million Frenchmen, comédie musicale, musique et lyrics de Cole Porter, livret d'Herbert Fields, avec Helen Broderick, Genevieve Tobin
- 1930 : Everything's Jake de Don Marquis, avec Jean Adair
- 1931 : Philip goes Forth de George Kelly, avec Madge Evans, Cora Witherspoon
- 1932 : Chrysalis de Rose Albert Porter, avec Humphrey Bogart, Elisha Cook Jr., Elia Kazan, Margaret Sullavan
- 1933 : Thoroughbred de Doty Hobart
- 1934 : Re-Echo d'I. J. Golden, avec Harry Davenport
- 1934 : They shall not die de John Wexley, avec Tom Ewell, Ruth Gordon, Dean Jagger, Claude Rains, Erskine Sanford, Helen Westley
- 1934 : Spring Freshet de (et mise en scène par) Owen Davis, avec Esther Dale, Richard Whorf
- 1934 : All Rights reserved d'Irving Kaye Davis
- 1934-1935 : Rain from Heaven de S.N. Behrman, avec John Halliday

## Filmographie partielle

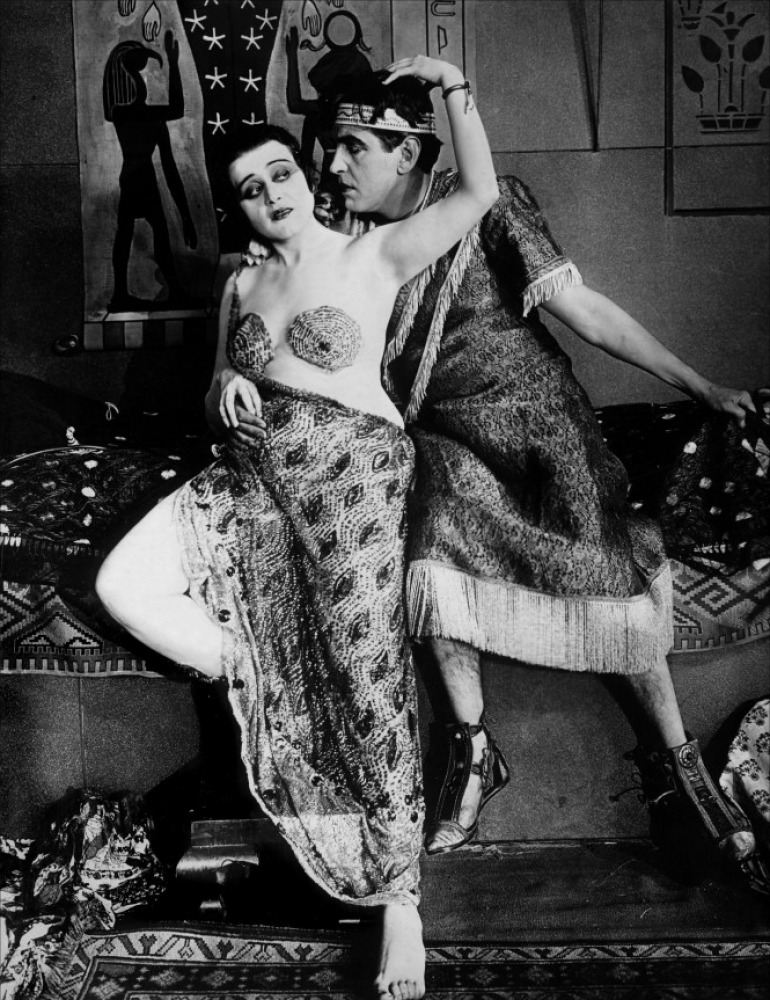
Theda Bara et Thurston Hall, dans Cléopâtre (1917)

### Au cinéma
(films américains, sauf mention contraire)
- 1917 : La Reine des Césars (Cleopatra) de J. Gordon Edwards
- 1917 : The Price Mark de Roy William Neill
- 1918 : An Alien Enemy de Wallace Worsley
- 1918 : L'Illusion du bonheur (We can't have Everything) de Cecil B. DeMille
- 1918 : Violence (The Brazen Beauty) de Tod Browning
- 1918 : Marcella (The Mating of Marcella) de Roy William Neill
- 1918 : Le Mari de l'Indienne (The Squaw Man) de Cecil B. DeMille
- 1919 : L'Insaisissable Beauté (The Exquisite Thief) de Tod Browning
- 1919 : Who will marry Me ? de Paul Powell
- 1919 : Les Blés d'or (The Unpainted Woman) de Tod Browning
- 1920 : Empty Arms de Frank Reicher
- 1921 : The Iron Trail de Roy William Neill
- 1921 : Iddle Hands de Frank Reicher
- 1922 : Le Sceau de Cardi (Fair Lady) de Kenneth S. Webb
- 1923 : The Royal Oak de Maurice Elvey (film britannique)
- 1924 : The Great Well de Henry Kolker (film britannique)
- 1935 : Un danger public (The Public Menace) d'Erle C. Kenton
- 1935 : Metropolitan de Richard Boleslawski
- 1935 : Aimez-moi toujours (Love Me Forever) de Victor Schertzinger
- 1935 : Crime et Châtiment (Crime and Punishment) de Josef von Sternberg
- 1935 : The Lone Wolf Returns de Roy William Neill
- 1935 : Le Baron Gregor (The Black Room) de Roy William Neill
- 1935 : À toute allure (Super-Speed) de Lambert Hillyer
- 1935 : Une plume à son chapeau (A Feather in Her Hat) d'Alfred Santell
- 1936 : La Mascotte de la marine (en) (Pride of the Marines) de D. Ross Lederman
- 1936 : Sa Majesté est de sortie (The King steps Out) de Josef von Sternberg
- 1936 : Théodora devient folle (Theodora goes Wild) de Richard Boleslawski
- 1936 : L'Homme qui vécut deux fois (en) (The Man who lived Twice) de Harry Lachman
- 1936 : Trapped by Television de Del Lord
- 1937 : On a volé cent mille dollars (We Have Our Moments) d'Alfred L. Werker
- 1937 : Paid to Dance de Charles C. Coleman
- 1937 : Échec au crime (I Promise to Pay) de D. Ross Lederman
- 1938 : Ah ! ces vedettes ! (The Affairs of Annabel) de Benjamin Stoloff
- 1938 : Un amour de gosse (Little Miss Roughneck) d'Aubrey Scotto
- 1938 : Détenues (Women in Prison) de Lambert Hillyer
- 1938 : Miss catastrophe (There's Always a Woman) d'Alexander Hall
- 1938 : Le Professeur Schnock (Professor Beware) d'Elliott Nugent
- 1938 : Règlement de comptes (Fast Company) d'Edward Buzzell
- 1938 : Le Mystérieux Docteur Clitterhouse (The Amazing Dr Clitterhouse) d'Anatole Litvak
- 1938 : Une enfant terrible (Hard to Get) de Ray Enright
- 1938 : Cinq Jeunes Filles endiablées (Spring Madness), de S. Sylvan Simon
- 1938 : Le Cavalier errant (Going Places) de Ray Enright
- 1939 : Frou-frou de Broadway (The Star Maker) de Roy Del Ruth
- 1939 : Le Cirque en folie (You can't cheat an Honest Man) de George Marshall et Edward F. Cline
- 1939 : Million Dollar Legs de Nick Grinde
- 1939 : Les Conquérants (Dodge City) de Michael Curtiz
- 1939 : À chaque aube je meurs (Each Dawn I die) de William Keighley
- 1939 : Dancing Co-Ed de S. Sylvan Simon
- 1939 : The Day the Bookies Wept de Leslie Goodwins
- 1939 : Premier Amour (First Love) de Henry Koster
- 1940 : L'Oiseau bleu (The Blue Bird) de Walter Lang
- 1940 : La Caravane héroïque (Virginia City) de Michael Curtiz
- 1940 : Blondie on a Budget de Frank R. Strayer
- 1940 : Gouverneur malgré lui (The Great McGinty) de Preston Sturges
- 1940 : Ville conquise (City for Conquest) d'Anatole Litvak
- 1940 : La Femme invisible (The Invisible Woman) de A. Edward Sutherland
- 1941 : Évitons le scandale ! (Design for Scandal) de Norman Taurog
- 1941 : Le Grand Mensonge (The Great Lie) de Edmund Goulding
- 1941 : Secrets of the Lone Wolf d'Edward Dmytryk
- 1941 : Adieu jeunesse (Remember the Day) de Henry King
- 1942 : The Great Gildersleeve de Gordon Douglas
- 1942 : The Night Before the Divorce, de Robert Siodmak
- 1942 : L'Inspiratrice (The Great Man's Lady) de William A. Wellman
- 1942 : Counter-Espionage d'Edward Dmytryk
- 1942 : Qui perd gagne (Rings on Her Fingers) de Rouben Mamoulian
- 1943 : Vivre libre (This Land is Mine) de Jean Renoir
- 1943 : Sherlock Holmes à Washington (Sherlock Holmes in Washington) de Roy William Neill
- 1943 : Mademoiselle ma femme (I dood it) de Vincente Minnelli
- 1944 : La Reine de Broadway (Cover Girl) de Charles Vidor
- 1944 : Quand l'amour manœuvre (Something for the Boys) de Lewis Seiler
- 1944 : Wilson de Henry King
- 1944 : Hommes du monde (In Society) de Jean Yarbrough
- 1945 : L'Or et les Femmes (Bring on the Girls) de Sidney Lanfield
- 1945 : Frisson d'amour (Thril of a Romance) de Richard Thorpe
- 1945 : Don Juan Quilligan de Frank Tuttle
- 1945 : L'Intrigante de Saratoga (Saratoga Trunk) de Sam Wood
- 1946 : Colonel Effingham's Raid d'Irving Pichel
- 1946 : Du burlesque à l'opéra (Two Sisters from Boston) de Henry Koster
- 1946 : One More Tomorrow de Peter Godfrey
- 1946 : Sans réserve (Without Reservations) de Mervyn LeRoy
- 1947 : Le deuil sied à Électre (Mournings becomes Electra) de Dudley Nichols
- 1947 : Le Gagnant du Kentucky (Black Gold) de Phil Karlson
- 1947 : La Danse inachevée (The Unfinished Dance) de Henry Koster
- 1947 : La Vie secrète de Walter Mitty (The Secret Life of Walter Mitty) de Norman Z. McLeod
- 1947 : Ma femme est un grand homme (The Farmer's Daughter) de H. C. Potter
- 1947 : L'Homme de mes rêves (It Had to Be You) de Don Hartman et Rudolph Maté
- 1948 : Up in Central Park de William A. Seiter
- 1949 : Le Rebelle (The Fountainhead) de King Vidor
- 1949 : Rim of the Canyon de John English
- 1950 : Le Roi du tabac (Bright Leaf) de Michael Curtiz
- 1951 : La Belle du Montana (Belle Le Grand) d'Allan Dwan
- 1952 : Les Conquérants de Carson City (Carson City) d'André de Toth
- 1953 : Tous en scène (The Band Wagon) de Vincente Minnelli
- 1957 : Affair in Reno de R. G. Springsteen

### À la télévision (séries)
- 1953-1955 : Topper
  - Saisons 1 et 2, 20 épisodes : M. Schuyler
- 1954 : Lassie
  - Saison 1, épisode 11 The Job de Sidney Salkow
- 1957 : Rintintin (The Adventures of Rin Tin Tin)
  - Saison 3, épisode 18 The Southern Colonel
- 1958 : Maverick
  - Saison 1, épisode 20 The Savage Hills de Douglas Heyes